# Jordanita cognata
Jordanita cognata ist ein Schmetterling aus der Familie der Widderchen (Zygaenidae).

## Merkmale
Die Falter erreichen eine Vorderflügellänge von 14,0 bis 17,5 Millimeter bei den Männchen und von 10,5 bis 11,5 Millimeter bei den Weibchen. Kopf, Thorax und Abdomen schimmern golden. Kopf und Thorax sind schwach behaart. Die Fühler sind sehr lang und schmal, sehr stark gekämmt und stark zugespitzt. Sie bestehen aus 38 bis 41 Segmenten. Die Vorderflügeloberseite schimmert gelbgrün, frisch geschlüpfte Exemplare haben einen schwachen bläulichen Schimmer. Die Hinterflügel sind hellgrau und leicht transluzent. Die Flügelunterseiten sind hellgrau und nicht mit glänzenden Schuppen besetzt.
Der Aedeagus der Männchen ist groß, der distale Teil ist nur wenig breiter als der proximal gelegene. In der Mitte befindet sich eine charakteristische Einschnürung. Der Cornutus ist G-förmig.
Bei den Weibchen ist das Ostium breit. Das Antrum ist breit, ausgebeult, lateral stark sklerotisiert und besitzt proximal einen schmalen Ring. Es ist distal transluzent und leicht kegelförmig. Der Ductus bursae ist schmal und setzt lateral in der Nähe des Ostiums an. Proximal ist er breiter und stark gefurcht sowie distal gebogen und abgeknickt. Das Corpus bursae ist eiförmig.

### Ähnliche Arten
Jordanita benderi ist etwas kleiner und schimmert bläulich. Die ähnliche Art hat dunklere, bläulich grüne Vorderflügeloberseiten und ist dichter beschuppt. Der Körper ist grünlicher, die Fühler sind kürzer und bestehen aus etwa 36 Segmenten. Der Aedeagus ist viel kleiner und sein distaler Teil ist viel breiter als der proximale Teil. J. benderi kommt nur in Marokko vor, während J. cognata in Algerien und Tunesien zu finden ist.

## Verbreitung
Jordanita cognata kommt im Norden Algeriens und im Westen Tunesiens vor.

## Biologie
Die Falter fliegen von April bis Mai. Zur sonstigen Lebensweise der Art gibt es bisher keine Angaben.